# Centrum voor Artistieke en Technologische Vorming
Het Centrum voor Artistieke en Technologische Vorming of CATV was een Belgische educatieve uitgeverij.

## Situering
Het CATV is gegroeid uit het Centrum Artistieke Vorming dat sinds 1990 bestond. Het CATV produceerde en verdeelde leermateriaal voor de kunstzinnige en technologische vakken voor de Vlaamse basisschool en het middelbaar onderwijs.
Daarnaast bood het een forum met toegesneden informatie voor leraars beeldende en technologische vakken. Daartoe publiceert het maandelijks een nieuwsbrief op de website over schoolse navormingen, lopende tentoonstellingen met een korte duiding. De nieuwsbrief bevatte ook een beperkte toelichting rond kunst- en technologie-evenementen. Bij links op de site werd verwezen naar een uitgebreide thematisch geordende lijst websites met verdere informatie op het internet.
De uitgeverij gaf leermateriaal uit voor de vak plastische opvoeding rond veel voorkomende lesonderwerpen zoals lettertekenen, perspectieftekenen, compositieleer, plooitechnieken, tekenen van een figuur, buitentekenen, tekenen van een strip enzomeer. In het pakket zat ook de verdeling van Opdrachtenkranten voor het leervak technologische opvoeding. Via de publicaties streefde het CATV naar een integratie tussen kunst, manuele expressie, Informatie- en Communicatietechnologie en techniek in de geest van het Angelsaksische schoolvak Craft, Design and Technology. Dit weer in navolging van het Arts-and-craftsbeweging van de Glasgow School of Art. 